# マーティンエアー495便着陸失敗事故
マーティンエアー495便着陸失敗事故（Martinair Flight 495）は、1992年12月21日に発生した航空事故である。アムステルダム・スキポール空港からファロ空港へ向かっていたマーティンエアー495便（マクドネル・ダグラス DC-10-30CF）が着陸に失敗し、乗客乗員340人中56人が死亡した。

## 飛行の詳細

### 事故機
事故機のマクドネル・ダグラス DC-10-30CF（PH-MBN）は1975年に製造番号46924として製造された。事故機にはマーティンエアーの元理事の名前であるアンソニー・ルイスという愛称がつけられていた。1975年11月26日にマーティンエアーに納入され、複数の航空会社にリースされていた。事故機はオランダ空軍へ売却され、空中給油機のKDC-10に改修される予定だった。そのため所有者はオランダ空軍となっていたが、運航は引き続きマーティンエアーが行っていた。総飛行時間は61,543時間で14,615回の離着陸を経験していた。

### 乗員
機長は56歳の男性で、1968年1月からマーティンエアーに勤務していた。総飛行時間は14,441時間で、DC-10では1,497時間の飛行経験があった。元海軍のパイロットで、マーティンエアーではマクドネル・ダグラス DC-10、マクドネル・ダグラス DC-9、エアバスA310の飛行教官も務めていた。
副操縦士は31歳の男性で1989年4月からマーティンエアーに勤務していた。総飛行時間は2,288時間で、DC-10では1,787時間の飛行経験があった。
航空機関士は29歳の男性で1992年2月からマーティンエアーに勤務していた。マーティンエアーに入社する以前はカナディアン航空とスイス航空に勤務していた。総飛行時間は7,540時間で、DC-10では1,700時間の飛行経験があった。

## 事故の経緯

### 離陸まで
495便はオランダのアムステルダムからポルトガルのファロへ向かう非定期の国際旅客便だった。離陸前に第2エンジンの逆噴射装置に問題が見られたため、アムステルダム・スキポール空港を離陸したのは予定より40分遅れのUTC4時52分だった。ファロ空港への到着は7時28分を予定していた。離陸後、495便は巡航高度の37,000フィート (11,000 m)まで上昇した。

### 事故
離陸から2時間17分後、管制官は7,000フィート (2,100 m)への降下を許可した。ファロ空港付近の天候は悪く、雲底が低く大雨が降っていたほか、滑走路が浸水していることが報告されていた。パイロットはファロ空港を離陸したTAPポルトガル航空120便（TAP120便）と管制官の会話から空港の南に軽度の降雨があると認識していたが、TAP120便のパイロットはそれは雷雨だったと話した。また、TAP120便の離陸が許可された際の風は150度から24ノット (44 km/h)だった。7時24分、495便の前方を飛行していたマーティンエアー461便（MP461便）に着陸許可が出され、150度から20ノット (37 km/h)の風と管制官は伝えた。1分後、管制官はMP461便に130度から18ノット (33 km/h)の風と21ノット (39 km/h)の突風が吹く可能性を伝えた。

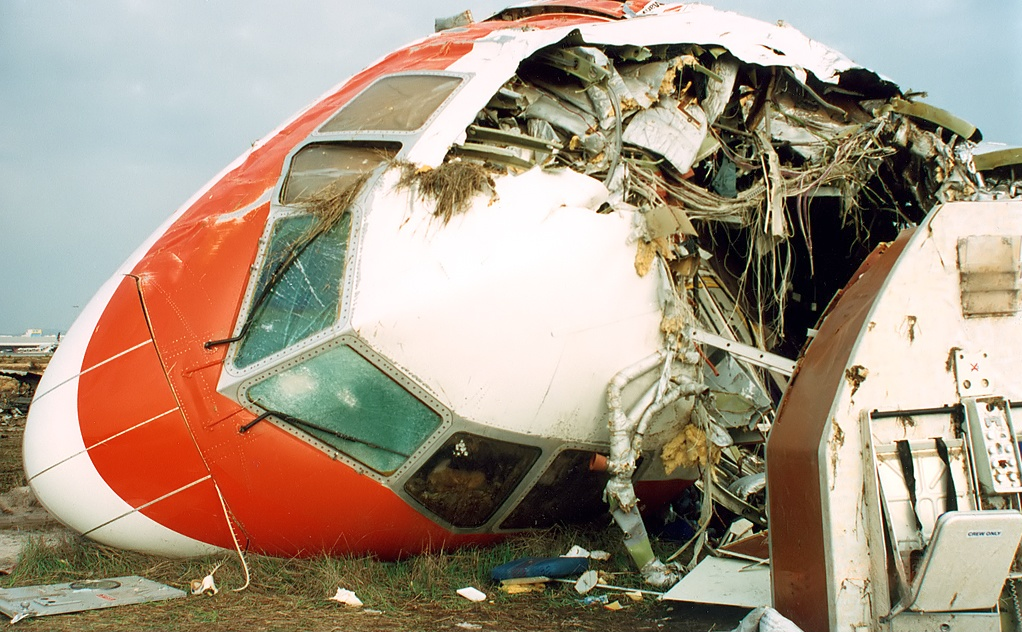
コックピットの残骸

7時31分、高度560フィート (170 m)付近で自動操縦のモードがCMDからCWSに切り替わった。その後、高度560フィート (170 m)で自動操縦が解除された。接地する3-4秒前にパイロットはフレア操作を行い、エンジン出力を上げた。7時33分20秒、495便は滑走路11に着陸した。着陸時の速度は126ノット (233 km/h)で、右に5度傾いた状態だった。着陸の2秒後に着陸装置の警報が鳴り、右主脚が崩壊した。機体は右エンジンと主翼を滑走路に接触させたまま30mほど滑走し、その後右主翼が脱落して機体が大破した。

## 事故調査とその後の訴訟

### ポルトガル側の結論
事故調査を行ったポルトガルの航空当局は最終進入時の降下率が高く、着陸時に右主脚へ許容範囲を超える衝撃が加わったことと制限値以上の横風が吹いていたことによって機体に構造限界以上の負荷が生じたことが事故原因だと結論づけた。また、以下のことが事故の要因となったとした。
- パイロットが進入の早い段階でエンジン出力を抑制したこと
- 空港が進入時に誤った風の情報を提供したこと
- 進入灯のシステムがなかったこと
- パイロットが滑走路の状態を誤って評価したこと
- 着陸寸前にパイロットが相反する入力を行ったこと[注釈 4]
- エンジン出力の操作が遅れたこと
- 大雨によって機体の揚力が減少したこと

### オランダ側の結論
一方で、オランダの航空当局は最終進入中に機体が予測不能なウインドシアに遭遇し、それによって降下率が高くなり右主脚に過度な負荷がかかったことが事故原因だとした。また、当局は以下のことが要因となったと結論づけた。
- パイロットがウインドシアの発生を予期していなかったこと
- パイロットが進入の早い段階でエンジン出力を抑制したこと
- 着陸寸前に自動操縦が解除されたこと

### 2011年の調査と訴訟
2011年2月14日、オランダの新聞社であるアルゲメン・ダグブラドは研究者のハリー・ホーリングス（Harry Horlings）によって行われた再調査の結果について報じた。ホーリングスは495便の事故はウインドシアではなくパイロットの重大なミスによって引き起こされたと結論づけた。彼によれば、1993年にオランダ航空当局が作成した報告書のブラックボックスのデータは完全なものではなく、最後の部分が欠落していた。アメリカン・アビエーション・サービスの報告書に記載された完全なデータによれば、パイロットは自動操縦の操作を誤っていたことが示唆されており、同報告書ではパイロットへの訓練の改善が求められていた。
オランダ安全委員会はホーリングスの報告書を入手して評価することが出来なかったため、コメントを出来なかったと述べた。遺族の支援を行った弁護士のヤン・ウィレム・ケーレマン（Jan Willem Koeleman）はマーティンエアーに対して事故の責任を認め、追加の補償を支払うよう要求すると発表した。2014年1月13日にマーティンエアーに対する訴訟が終結し、同年2月26日にアムステルダムの地方裁判所は追加の保証の支払いは不要であるとの判決を出した。
オランダ当局に対する訴訟は2014年1月20日にハーグで行われ、追加の調査を行う必要があると決定した。また2020年1月、ハーグ地方裁判所はオランダが事故の責任の一部を負っているとの判決を下した。2020年9月14日、オランダ安全委員会は主に着陸装置に関する再調査を開始した。

## 事故後
495便の事故はエル・アル航空1862便墜落事故の数ヶ月後に発生した。致命的な事故であったにもかかわらずメディアはあまりこの事故に注目しなかった。生存者達は飛行に関する聞き取りや観察が少なすぎると感じた。事故後、生存者達は事故機の愛称にちなんだ「アンソニー・ルイス財団」を設立し、2011年5月まで活動した。
2016年1月16日、オランダのテレビ局であるNPO 1はEenVandaagでこの事故について取り扱った。番組の中でマーティンエアーの元技術管理者は重圧の中、事故機の着陸装置の交換を延期する書類に3回サインしたと証言した。

## 映像化
- メーデー!:航空機事故の真実と真相 第20シーズン第2話「Peril over Portugal」